# ロックアウト (2012年の映画)
『ロックアウト』 (Lockout) は、2012年にフランスで製作されたSFアクション映画。

## ストーリー
西暦2079年。凄腕のCIAエージェントであるスノーは何者かに嵌められ、CIA局長を殺害したという冤罪で捕まっていた。スノーが懲役30年の実刑を受けることが決まった「MS-1」は、地球から少し離れた宇宙空間に実験的に作られた凶悪犯罪者用の刑務所であり、500人にも及ぶ囚人たちがコールドスリープの技術を用いて収監されている。
ちょうどその頃、「MS-1」ではアメリカ合衆国大統領の娘エミリーが、「囚人たちが宇宙開拓の人体実験に利用されている」という疑惑を追及する目的で視察に訪れていた。エミリーは囚人の1人、ハイデルと面会するのだが、彼女のSPであるホックが無断で持ち込んだ銃を奪われてしまう。自由になったハイデルは囚人たちのコールドスリープを解除し、「MS-1」は囚人たちに占拠され、生き残ったエミリーや所員たちは人質に取られてしまう。
事態を把握したNSA長官ラングラルは、スノーの同僚ハリーからの進言を受け、スノーにエミリーの救出任務を依頼する。スノーは依頼を拒否するが、ハリーから「MS-1」に自分の無実を証明できる協力者で相棒のメースが収監されていることを知らされ、渋々依頼を引き受ける。
ラングラルは事前策として、囚人たちのリーダーであるアレックスと人質交渉を行いエミリーを解放させようとするが、彼女に執着するハイデルの妨害で失敗する。それを受けてスノーの潜入が決行されるも即座に露見し、エミリーが大統領の娘であることもばれてしまう。スノーは逃げ出したエミリーと遭遇するが、彼女はホックと共に頑強な扉の部屋に立て籠もって救助を待つつもりだった。
スノーは扉が開かないと判断してメースとの接触を優先するが、ホックが扉の操作盤を破壊したことで誤作動を起こし、部屋には窒素が充満していく。エミリーの酸素を確保するためにホックが自殺するものの、エミリーの生体遠隔測定器は数分で死に至るデータを示していた。ハリーから状況を知らされたスノーはダクトから部屋の天井を破壊して部屋に入り、間一髪でエミリーを蘇生させると、2人で脱出ポッドへ向かう。
エミリーを確保したいアレックスは通信を妨害してきた。ハリーのサポートを失ったスノーはエミリーと共に囚人に変装すると、メースを探すため囚人たちの溜り場に入っていく。銃撃戦になりながらもメースの発見には成功するが、彼はコールドスリープの後遺症で認知症になっており、無実を証明するケースの隠し場所を聞き出そうとしても、意味不明な言葉しか発しなかった。2人はメースを連れて囚人たちから逃げ回るが、メースは逃げ遅れ、謎の言葉を残して死んでしまう。相棒の死を悲しむスノーだったが、彼は無事にエミリーを1人用の脱出ポッドに乗せて「MS-1」から発進させる。
しかし、他の人質を助けたいエミリーは脱出ポッドから降りてしまっていた。エミリーは「メースが死に際にケースの隠し場所を言っていた」とスノーを騙して人質救出に協力させるが、ハイデルからの通信で「人質を殺す」と脅されて居場所を教えてしまった上に、人質は全員殺されてしまう。ショックを受けたエミリーを連れてスノーは逃げるが、アレックスに見付かって2人は分断され、エミリーは連行される。
その頃、エンジニアによる軌道修正が行われなくなった「MS-1」は地球に落下を始めており、ラングラルは囚人たちが投降しなければ「MS-1」を破壊しようと考えていた。それを知ったアレックスはエミリーに攻撃中止を懇願するよう要求するが、彼女は父に他の人質全員の死を伝えて攻撃決行を求める。エミリーがいるため攻撃を止めようとする大統領に対し、ラングラルはアメリカ合衆国憲法修正第25条を根拠に大統領権限を剥奪し、攻撃を命令する。
ハイデルは再交渉を試みるアレックスを殺し、欲望のままエミリーに襲い掛かるが、駆けつけたスノーに殴り倒される。攻撃隊と「MS-1」の防衛機能との戦闘が行われる中で、逃げ延びたスノーとエミリーが宇宙服を着て宇宙空間に脱出すると、攻撃隊が仕掛けた爆弾によって「MS-1」は爆発四散した。気絶したエミリーと共に無事に地球へと帰還したスノーだが、地上で再び逮捕されてしまう。
病院で目を覚ましたエミリーは、メースが発していたいくつかの言葉が気にかかり、それらが示す物を辿って行った末にケースを発見する。それによってCIA局長殺しの真犯人はハリーであることが判明し、釈放されたスノーは出迎えたエミリーと共に刑務所を去っていく。

## キャスト
※括弧内は日本語吹替
マリオン・スノー
演 - ガイ・ピアース（東地宏樹）
CIA所属の凄腕エージェント。自身の無実を証明できるメースと接触するためにエミリー救出任務を受け、凶悪犯罪者が乗っ取った「MS-1」に潜入する。
口を開けば冗談ばかり飛び出すため第一印象は最悪だが、エージェントとしての腕前は一級品で、特に観察眼や状況判断能力に優れている。主に女性名として使われる「マリオン」という名前にコンプレックスがある。
エミリー・ワーノック
演 - マギー・グレイス（小松由佳）
アメリカ合衆国大統領の娘。美人で心優しい性格で、凶悪な囚人が対象の人体実験を行っているMS-1でも囚人を助けようとしたり、他の人質を見捨てずMS-1に残っていた。スノーに意見をするなど気が強い面もある。大統領の家族ということで生体遠隔測定器を身に付けており、宇宙空間にある「MS-1」にいても地球上から健康状態を確認できる。ハイデルに異常に執着され気に入られている。
アレックス
演 - ヴィンセント・リーガン（大塚明夫）
「MS-1」に収監されている囚人の1人。ハイデルの兄。勘が鋭く、頭がキレている為囚人たちのリーダー的存在で、従わない者は容赦なく殺す。勝手な行動を繰り返すハイデルに手を焼いているが、弟への情愛から見逃している。
ハイデル
演 - ジョセフ・ギルガン（小松史法）
「MS-1」に収監されている囚人の1人。冷凍保存の影響で隻眼になる。アレックスの弟。凶暴で身勝手な性格で、面会したエミリーに暴言を吐き、SPのホックを挑発することで隠し持っていた拳銃を奪い取った。その性格故、凶悪犯しかいない囚人達からも疎まれている。エミリーの美貌と人間性がお気に入りでかなり執着している。
ハリー・ショー
演 - レニー・ジェームズ（内田直哉）
スノーの同僚。スノーから協力者メースの存在を教えられ、彼が「MS-1」に収監されたことを突き止める。
スコット・ラングラル
演 - ピーター・ストーメア（大塚芳忠）
NSA長官。スノーがCIA局長を殺害する場面を双眼鏡で目撃する。
ホック
演 - ジャッキー・イド（坂詰貴之）
エミリーのSP。武器の持ち込みが禁止された面会室に拳銃を隠し持って入った。この行動が原因で多数の死者を出してしまう。ハイデルの暴言と挑発に激高して近づいたところ、拳銃を奪われてしまう。
メース
演 - ティム・プレスター（桜塚やっくん）
スノーの協力者で相棒。スノーから受け取ったケースをある場所に隠すが、「MS-1」でのコールドスリープの後遺症で認知症になってしまう。
バーンズ
演 - マーク・タンカズリー（魚建）
ジェフ・ワーノック大統領
演 - ピーター・ハドソン（大塚周夫）
アメリカ合衆国大統領。エミリーの父親。

## 盗用問題
2016年7月29日には、本作に1981年のアメリカ映画『ニューヨーク1997』から盗用した部分があるとして、パリの控訴院（高裁）が45万ユーロ（約5100万円）の支払いをリュック・ベッソン側に命じたことが報じられた。